# 伊丹十三 (小惑星)
伊丹十三（いたみじゅうぞう、7905 Juzoitami）は、太陽系の小惑星のひとつ。火星と木星の間の軌道を公転している。愛媛県上浮穴郡久万町（現：久万高原町）の久万高原天体観測館の職員である中村彰正により発見された。
著名な映画監督であった伊丹十三を偲んで命名された。